# Tolna (Dakota du Nord)
La ville de Tolna est située dans le comté de Nelson, dans l’État du Dakota du Nord, aux États-Unis. Sa population s’élevait à 166 habitants lors du recensement de 2010, estimée à 152 habitants en 2018.

## Démographie
| 1910 | 1920 | 1930 | 1940 | 1950 | 1960 |
| ---- | ---- | ---- | ---- | ---- | ---- |
| 209  | 199  | 174  | 172  | 281  | 291  |

| 1970 | 1980 | 1990 | 2000 | 2010 | - |
| ---- | ---- | ---- | ---- | ---- | - |
| 247  | 241  | 230  | 202  | 166  | - |

## Source
- (en) Cet article est partiellement ou en totalité issu de l’article de Wikipédia en anglais intitulé « Tolna, North Dakota » (voir la liste des auteurs).